# Новоселівка (Куяльницька сільська громада)
Новосе́лівка — село Куяльницької сільської громади в Подільському районі Одеської області, Україна. Населення становить 1640 осіб. Відстань до райцентру становить близько 15 км і проходить автошляхом Т 1639 та Р33.

## Історія
Детальніше в Легенди про заснування села Новоселівка Подільського району
До 1921 року на території теперішньої Новоселівки було два села: Софіївка (Малігонове), що входила до Ставрівської волості, і Новоселівка (Грекове), яка належала спочатку до Косянської, а потім Бірзульської волості Ананьївського повіту. Села розділяла Волегоцулівська балка, яка тягнеться з півночі на південь.
Софіївка заснована в 20-х роках XIX століття. Першими жителями її були переселенці з Подільської губернії. Назву село дістало від імені поміщиці Софії Мосцевої, якій воно належало. У 1859 році тут налічувалося 48 господарств і проживало 210 чоловік.
Новоселівка виникла після реформи 1861 року внаслідок переселення на колишні землі селян а села Грекового (Шляхетне). Тому Новоселівку часто називали Грековим. У 1886—1877 pp. в Новоселівці і Софіївці числилося 131 селянське господарство, у тому числі 92 колишніх поміщицьких, 24 десятинних і 4 дворянських. В обох селах проживало 692 чоловіка.
Під час організованого радянською владою Голодомору 1932—1933 років померло щонайменше 108 жителів села.
У червні 1936 р. село Новоселівку повернуто до Котовського району.
1 лютого 1945 р. село Софіївка Новоселівської сільради приєднали до села Новоселівка.
Колишній орган місцевого самоуправління — Новоселівська сільська рада.
12 червня 2020 року, відповідно до Розпорядження Кабінету Міністрів України від № 724-р «Про визначення адміністративних центрів та затвердження територій територіальних громад Одеської області», увійшло до складу Куяльницької сільської територіальної громади.
19 липня 2020 року, в результаті адміністративно-територіальної реформи і ліквідації Подільського району (1923-2020), село увійшло до складу новоутвореного Подільського району Одеської області.

## Населення
Згідно з переписом УРСР 1989 року чисельність наявного населення села становила 1910 осіб, з яких 871 чоловік та 1039 жінок.
За переписом населення України 2001 року в селі мешкали 1633 особи.

### Мова
Розподіл населення за рідною мовою за даними перепису 2001 року:
| Мова       | Відсоток |
| ---------- | -------- |
| українська | 92,99 %  |
| російська  | 5,24 %   |
| молдовська | 1,16 %   |
| вірменська | 0,24 %   |
| болгарська | 0,12 %   |
| німецька   | 0,12 %   |
| білоруська | 0,06 %   |

## Відомі люди
Уродженцем села є Білецький Аркадій Юхимович (1925—1983) — повний кавалер ордена Слави.
- Скурат Тетяна Валентинівна (1987—2022) — Солдат загинула 24 лютого 2022 року.
- Процишина Наталія Андріївна (1978—2022) — Солдат загинула 24 лютого 2022 року.